# Danville (Kansas)
Danville è un comune (city) degli Stati Uniti d'America della contea di Harper nello Stato del Kansas. La popolazione era di 38 persone al censimento del 2010.

## Geografia fisica
Danville è situata a 37°17′12″N 97°53′34″W (37.286771, -97.892715).
Secondo lo United States Census Bureau, ha un'area totale di 0.08 miglia quadrate (0.21 km²).

## Storia
Danville in origine si chiamava Coleville, e sotto quest'ultimo nome è stata progettata nel 1880 dalla signora J. E. Cole. Quando la signora Cole ha venduto il sito della città, il nome fu cambiato in Danville, dalla Danville dell'Ohio.

## Società

### Evoluzione demografica
Secondo il censimento del 2010, c'erano 38 persone.

### Etnie e minoranze straniere
Secondo il censimento del 2010, la composizione etnica della città era formata dal 100,0% di bianchi.